# Denso Kasius
Denso Kasius (Delft, Países Bajos, 6 de octubre de 2002) es un futbolista neerlandés que juega de defensa en el AZ Alkmaar de la Eredivisie.

## Trayectoria
En enero de 2021 se incorporó al F. C. Volendam en calidad de cedido.
El 30 de enero de 2022 fichó por el club italiano Bologna F. C. Un año después de su llegada fue prestado al SK Rapid Viena hasta final de temporada. En Austria participó en doce encuentros y una vez finalizó la cesión regresó a los Países Bajos tras ser traspasado al AZ Alkmaar.

## Estadísticas

### Clubes
Actualizado al último partido disputado el 7 de noviembre de 2024.
| Club                           | Div.          | Temporada     | Liga  | Liga  | Copas nacionales | Copas nacionales | Copas internacionales | Copas internacionales | Total | Total |
| Club                           | Div.          | Temporada     | Part. | Goles | Part.            | Goles            | Part.                 | Goles                 | Part. | Goles |
| ------------------------------ | ------------- | ------------- | ----- | ----- | ---------------- | ---------------- | --------------------- | --------------------- | ----- | ----- |
| Jong FC Utrecht · Países Bajos | 2.ª           | 2019-20       | 1     | 0     | —                | —                | —                     | —                     | 1     | 0     |
| Jong FC Utrecht · Países Bajos | 2.ª           | 2020-21       | 6     | 0     | —                | —                | —                     | —                     | 6     | 0     |
| Jong FC Utrecht · Países Bajos | Total club    | Total club    | 7     | 0     | 0                | 0                | 0                     | 0                     | 7     | 0     |
| F. C. Volendam · Países Bajos  | 2.ª           | 2020-21       | 15    | 1     | 0                | 0                | —                     | —                     | 15    | 1     |
| F. C. Volendam · Países Bajos  | 2.ª           | 2021-22       | 21    | 5     | 1                | 0                | —                     | —                     | 22    | 5     |
| F. C. Volendam · Países Bajos  | Total club    | Total club    | 36    | 6     | 1                | 0                | 0                     | 0                     | 37    | 6     |
| Bologna F. C. · Italia         | 1.ª           | 2021-22       | 7     | 0     | —                | —                | —                     | —                     | 7     | 0     |
| Bologna F. C. · Italia         | 1.ª           | 2022-23       | 7     | 0     | 0                | 0                | —                     | —                     | 7     | 0     |
| Bologna F. C. · Italia         | Total club    | Total club    | 14    | 0     | 0                | 0                | 0                     | 0                     | 14    | 0     |
| SK Rapid Viena · Austria       | 1.ª           | 2022-23       | 10    | 0     | 2                | 0                | —                     | —                     | 12    | 0     |
| SK Rapid Viena · Austria       | Total club    | Total club    | 10    | 0     | 2                | 0                | 0                     | 0                     | 12    | 0     |
| Jong AZ · Países Bajos         | 2.ª           | 2023-24       | 3     | 3     | —                | —                | —                     | —                     | 3     | 3     |
| Jong AZ · Países Bajos         | Total club    | Total club    | 3     | 3     | 0                | 0                | 0                     | 0                     | 3     | 3     |
| AZ Alkmaar · Países Bajos      | 1.ª           | 2023-24       | 16    | 0     | 2                | 0                | 4                     | 0                     | 22    | 0     |
| AZ Alkmaar · Países Bajos      | 1.ª           | 2024-25       | 8     | 2     | 0                | 0                | 3                     | 1                     | 11    | 3     |
| AZ Alkmaar · Países Bajos      | Total club    | Total club    | 24    | 2     | 2                | 0                | 7                     | 1                     | 33    | 3     |
| Total carrera                  | Total carrera | Total carrera | 94    | 11    | 5                | 0                | 7                     | 1                     | 106   | 12    |